# 麻辣天后傳
《麻辣天后傳》，是中天綜合台的一個談話性綜藝節目，主持人利菁，製作單位伊林娛樂、欣享娛樂。2017年1月2日首播，2019年12月12日利菁因身體因素決定請辭，2020年1月10日播出最後一集。

## 歷史
2016年，中天綜合台將原《18歲不睡》時段轉交利菁主持《麻辣天后傳》。《麻辣天后傳》添加「古裝穿越」創意元素，每周進攝影棚錄影1到2次。中天綜合台於2016年12月20日舉辦該節目造勢記者會、同月22日進行節目首錄，於2017年1月2日節目開播。
2018年8月30日該節目推出特別企劃單元，首次挑戰現場直播於電視和網路平台，並邀請成語蕎、林埈永、曾治豪、林珈安展現才藝表演。
2019年3月8日，節目改版，邀請藝人葉璦菱擔任來賓，與主持人利菁及助理主持群李懿、大根、成語蕎、郝羿俊、黃旭一同慶祝。2019年10月，日籍男星風田加入節目擔任助理主持。
2019年12月12日，主持人利菁因身體因素決定請辭，同月27日最後一天錄影。2020年1月10日，最後一集播出。

### 節目異動
- 2018年除夕至大年初五（2018年2月15日至2月20日），並於2月21日恢復播出。
  - 因播出《小明星大跟班特別節目》（除夕2月15日、初一2月16日）暫停播出
  - 因播出《麻辣天后傳春節特映》（初四2月19日、初五2月20日）暫停播出
- 自2019年起周播四集 +一集重播。固定會於周一重播
  - 2019年除夕至大年初四（2019年2月4日至2月8日），並於2月11日恢復播出。
- 自2019年8月5日起首播時間調整為晚間9點。
- 自2019年9月5日起首播時間恢復為晚間11點。

## 爭議
- 利菁在2011年曾因羅霈穎起爭執，雖然雙方最終和解收場，但2017年3月19日利菁在臉書公開該起事件的內幕，同時澄清並非為《麻辣天后傳》第二季開播而炒作新聞[10][11]。
- 2018年4月曾智希上通告，控訴在《麻辣天后傳》下班後，被利菁留下來訓話、狂念1、2小時。利菁戳破曾智希心機，截圖暗指：只能賣奶扯謊搏版面，澄清不『曾』下班後，還訓妳1、2個小時，沒做就是沒做，「明明一次都沒有」，要求曾智希說實話。 [12]。
- 針對瑤瑤與曾智希的糾紛，利菁酸說：「(曾智希)無辜可憐的清純模樣，遇到傻大姐(瑤瑤)，的確吃香！」此外，利菁表示，曾智希與瑤瑤發生糾紛時，回到公司向大家哭訴，得到大家的同情、支持，「可能因此，瑤瑤一次都沒上過《天后傳》」，節目疑為曾智希而「封殺」瑤瑤 [13]。

## 播出時間
以下時間以當地時間（台灣時間）為準

### 首播
| 頻道                   | 所在地   | 播映日期                        | 星期         | 播出時段      |
| ---------------------- | -------- | ------------------------------- | ------------ | ------------- |
| 中天綜合台             | 臺灣     | 2017年1月2日 - 2020年1月10日    | 每週一至週五 | 23:00 - 00:00 |
| Astro AEC Astro AEC HD | 马来西亚 | 2018年12月16日 - 2018年12月30日 | 每週日       | 21:00 - 22:00 |
| Astro AEC Astro AEC HD | 马来西亚 | 2019年1月5日 - 至今             | 每週六       | 23:00 - 00:00 |

### 重播
| 頻道                   | 所在地   | 星期       | 播出時段      |
| ---------------------- | -------- | ---------- | ------------- |
| 中天綜合台             | 臺灣     | 週二～週六 | 01:00－02:00  |
| 中天綜合台             | 臺灣     | 週一～週六 | 04:00－05:00  |
| 中天綜合台             | 臺灣     | 週一～週五 | 11:00－12:00  |
| 中天綜合台             | 臺灣     | 週一～週五 | 17:00 - 18:00 |
| Astro AEC Astro AEC HD | 马来西亚 | 每週六     | 17:00 - 18:00 |

## 節目冠名
2019.03.07～03.08：【潤燕窩】於網路版影片冠名

## 製作團隊
- 總監：戴佩龍
- 監製：吳曉芬
- 編審：呂偉嘉
- 製作人：陳婉若、孫樂欣
- 新媒體公關行銷：陳美華、盧姮倩、劉筱祺、賴又菱、吳淳涵、鍾依玲
- 製作群：陳純志、孫立倢、張仲宇、黃郁涵、鄭子妍、黃芳伸、陳新蓓、陳嘉鈞
- 剪接：鍾瑞華
- 後製：韓鎵存、何青諠
- 音樂：阿安老師
- 後製音效：音樂達
- 旁白：Joseph
- 音響：必應創造
- 動畫：大王映畫、呂祐樑
- 攝影：鍾志峰、廖瑞隆、林育德、郭文賓、黃瑞榮
- 成音：鄭仙政
- 燈光：郭文龍、曾俊怡
- 視訊：賀志清
- 技術指導：黃宗文
- 助理導播：林侑萲
- 現場指導：盧雅文
- 導播：王秀如
- 造型團隊：伊林娛樂
- 監製公司：中天電視

## 節目列表
- 2017年
- 2018年
- 2019年
- 2020年

## 外部連結
- 麻辣天后傳的Facebook專頁
- YouTube上的麻辣天后傳頻道

## 作品的變遷
| 臺灣 中天綜合台 每週一至週五 23:00 - 24:00 | 臺灣 中天綜合台 每週一至週五 23:00 - 24:00 | 臺灣 中天綜合台 每週一至週五 23:00 - 24:00 |
| ------------------------------------------ | ------------------------------------------ | ------------------------------------------ |
|                                            | 麻辣天后傳 （2017年1月2日－2020年1月10日） |                                            |
| 18歲不睡 （2016年9月19日－2016年12月23日） | 醫師好辣 （2020年1月13日－2020年5月8日）   |                                            |